# أنتوني مكوي
أنتوني مكوي (بالإنجليزية: Anthony McCoy)‏ هو لاعب كرة قدم أمريكية أمريكي، ولد في 28 ديسمبر 1987 في فريسنو في الولايات المتحدة.

## وصلات خارجية
- أنتوني مكوي على موقع مرجع كرة القدم المحترفة.كوم (الإنجليزية)